# Ангарське
Анга́рське (каз. Аңғар) — село у складі Аркалицької міської адміністрації Костанайської області Казахстану. Адміністративний центр та єдиний населений пункт Ангарського сільського округу.
У радянські часи село називалось Ангарський.
Населення — 379 осіб (2021; 455 у 2009, 756 у 1999, 1146 у 1989).